# 长苞升麻
长苞升麻（学名：Cimicifuga foetida var. longibracteata）为毛茛科升麻属下的一个变种。

## 扩展阅读
- 維基物種上的相關：长苞升麻